# 陳毓麟
陳毓麟，陝西省同州府蒲城縣人，清朝政治人物。同進士出身。
光緒二年（1876年），參加丙子恩科會試，得貢士第325名。殿試登進士3甲第33名。同年五月（6月3日），改庶吉士。光緒三年四月癸丑（1877年6月9日），翰林院散馆，著以即用知縣。